# Monster Hunter (film)
Pour les articles homonymes, voir Monster Hunter.
Pour plus de détails, voir Fiche technique et Distribution.
Monster Hunter est un film d'action multinational écrit et réalisé par Paul W. S. Anderson, sorti en 2020.
Il s'agit de l'adaptation cinématographique de la série de jeux vidéo Monster Hunter éditée et développée par Capcom.
Le film met en scène une équipe de soldats, menée par la capitaine Nathalie Artemis, qui est soudain projetée dans un monde inconnu et étrange, peuplé de monstres dangereux et imprévisibles. Pour espérer pouvoir quitter ce monde et empêcher les monstres de déferler sur le leur, Artemis, aidée par un natif du nom de Chasseur, va alors devoir apprendre à devenir une chasseuse de monstres afin de faire face aux créatures.

## Synopsis
Dans le Nouveau Monde où des humanoïdes coexistent avec une grande variété de grands monstres sauvages, un Chasseur guerrier entraîné pour chasser et tuer ces puissantes créatures, est séparé de son équipe lorsque leur navire est attaqué par Diablos, un monstre souterrain à cornes. .
Dans notre monde, la capitaine de l'armée américaine Natalie Artemis et son équipe de sécurité de l'ONU recherchent une unité de soldats disparus dans le désert. Une tempête soudaine les entraîne dans un portail vers le Nouveau Monde où ils trouvent les restes des soldats disparus et leurs véhicules. Alors que les Diablos se rapprochent, le Chasseur, qui observe le groupe de soldats, tire un signal d'avertissement. Insensibles aux balles et aux grenades, les Diablos attaquent et tuent plusieurs membres de l'escouade.
Les survivants se cachent dans une grotte, où ils sont attaqués par une meute de Nerscyllas. Tout le monde est tué à l'exception d'Artemis, qui se heurte au chasseur en essayant de s'échapper. Ils se battent brièvement avant d'accepter à contrecœur de coopérer. Artemis apprend que les portails sont créés par la Sky Tower, une structure située dans le désert. Pour atteindre la tour, le chasseur révèle qu'il devra tuer le Diablos afin de traverser le désert en toute sécurité. Artemis apprend à se battre en utilisant les armes blanches uniques du chasseur et l'aide à tendre un piège pour que le Diablos soit tué avec du venin de Nerscylla. L'attaque est réussie, Artemis portant le coup de grâce, mais le chasseur est gravement blessé. Construisant une civière de fortune, Artemis le transporte consciencieusement à travers le désert.
Le couple atteint une oasis peuplée de créatures herbivores appelées Apceros. Lorsqu'un Rathalos, une wyverne cracheuse de feu, vole et fait se débander les Apceros, Artémis et le Chasseur sont secourus par un groupe de Chasseurs dirigé par leur chef : l'Amiral. Ce dernier explique que la Sky Tower a été construite par la première civilisation à habiter le Nouveau Monde, utilisant les monstres pour le protéger. Artemis accepte d'aider à tuer les Rathalos afin qu'elle puisse rentrer chez elle.
Dans la bataille qui s'ensuit, Artemis tombe à travers le portail, retournant dans notre monde. Le portail ne se ferme pas à temps et le Rathalos émerge et commence à faire des ravages. Artemis est capable de le ralentir suffisamment longtemps pour que le chasseur se glisse à travers le portail et délivre le tir fatal. Bien qu'elle ait la chance de rester, Artemis décide de retourner dans le Nouveau Monde et de rester avec les Chasseurs pour protéger notre monde des autres monstres. L'amiral s'approche d'elle, juste avant l'apparition d'un autre monstre volant connu sous le nom de Gore Magala. Il note que tant que le portail reste ouvert, il y aura toujours la menace que les monstres passent dans notre monde. Artemis conclut que trouver un moyen d'abattre la Sky Tower est désormais leur objectif principal.
Scène inter-générique
Palico le compagnon de l'amiral, arrive pour aider à combattre le Gore Magala, tandis qu'une figure masquée inquiétante observe la bataille du haut de la tour.

## Fiche technique
Sauf indication contraire, les informations mentionnées dans cette section peuvent être confirmées par la base de données cinématographiques IMDb,  présente dans la section « Liens externes ».
- Titre du film : Monster Hunter
- Réalisation et scénario: Paul W. S. Anderson, d'après la série de jeux vidéo Monster Hunter de Capcom
- Directeur artistique : Guy Potgieter
- Décors : Edward Thomas
- Costumes : Danielle Knox
- Photographie : Glen MacPherson
- Montage : Doobie White
- Musique : Paul Haslinger
- Producteurs : Dennis Berardi, Jeremy Bolt, Ken Kamins, Robert Kulzer et Martin Moszkowicz
  - Producteur exécutif : Donovan Roberts-Baxter
- Sociétés de production : Constantin Film, Tencent Pictures, Tōhō et AB2 Digital Pictures
- Sociétés de distribution : 
  -  Mondial : Sony/Screen Gems
  -  Allemagne : Constantin Film
  -  Chine : China Film Group Corporation
  -  Japon : Toho-Towa
- Budget : 60 000 000 $
- Pays d'origine :  États-Unis,  Canada,  Allemagne,  Chine,  Japon
- Langue originale : anglais
- Format : couleur - 2.35:1
- Genre : action
- Durée : 103 minutes
- Dates de sortie[1] :
  -  Chine : 4 décembre 2020
  -  États-Unis,  Canada : 18 décembre 2020
  -  Japon : 26 mars 2021
  -  France : 
    - 13 avril 2021 (en VOD)
    - 28 avril 2021 (en DVD, Blu-ray et 4K Ultra HD)

  -  Allemagne : 1er juillet 2021

## Distribution
- Milla Jovovich (VF : Barbara Kelsch ; VQ : Élise Bertrand) : capitaine Natalie Artemis[2]
- Tony Jaa (VF : Anatole Yun) : le chasseur
- Ron Perlman (VF : Sylvain Lemarié ; VQ : Yves Corbeil) : l'amiral
- T.I. (VF : Baudouin Sama[3] ; VQ : Patrick Chouinard) : Lincoln
- Diego Boneta (VF : Volodia Serre ; VQ : Gabriel Lessard) : Marshall
- Meagan Good (VF : Déborah Claude ; VQ : Marie-Evelyne Lessard) : Dash
- Josh Helman (VF : Grégory Quidel) : Steeler
- MC Jin (VF : Nathanel Alimi) : Axe
- Hirona Yamazaki : Handler
- Jannik Schümann : Aiden
- Nanda Costa : Lea
- Nic Rasenti : le capitaine Roark

 Source et légende : version française (VF) sur RS Doublage

## Production

### Genèse et développement
En 2012, il est annoncé que Paul W. S. Anderson va mettre en scène l'adaptation de la série de jeux vidéo Monster Hunter de Capcom. Il a auparavant réalisé et écrit plusieurs films de la franchise Resident Evil, également basée sur une série de jeux vidéo.
En, 2016, lors du Tokyo Game Show, Ryozo Tsujimoto de Capcom confirme qu'une adaptation en prise de vues réelles est en développement aux États-Unis. En novembre 2016, Deadline rapporte que Paul W. S. Anderson et le producteur Jeremy Bolt (en) ont obtenu les droits de Monster Hunter, après cinq ans de discussion avec Capcom. La société allemande Constantin Film confirme ensuite sa participation au projet et annonce que la production devrait débuter fin 2017 ou courant 2018.
En 2018, il révèle en interview qu'il est un grand fan de Monster Hunter depuis des années et qu'il considère cette adaptation comme un projet de « passionné ». Dans la même année, lors du festival de Cannes, Constantin affirme que la production débutera en septembre 2018 au Cap en Afrique du Sud, pour un budget d'environ 60 millions de dollars.
Le 3 octobre 2020, un premier teaser de 16 secondes est rendu public, dévoilant la Diablos noire. Un second est publié quelque jour plus tard, le 11 octobre, où le réalisateur annonce que lui et Ryozo Tsujimoto et Kaname Fujioka, respectivement producteur et directeur de la série Monster Hunter, révèlent avoir beaucoup travaillé sur le design des monstres du film, proche de ceux des jeux ; le Rathalos, monstre phare de la franchise, y est alors révélé. Le 14 octobre 2020, un premier trailer du film est finalement rendu public, sous deux versions, une version officielle et une version internationale par IGN offrant des images exclusives.

### Attribution des rôles
En mai 2018, Milla Jovovich, déjà présente dans la saga Resident Evil développée par son mari Paul W. S. Anderson, est annoncée dans le rôle principal. En septembre 2018, le rappeur T.I. et Ron Perlman sont annoncés dans les rôles respectifs du sniper Link et d'un amiral. Tony Jaa rejoint également le projet dans le rôle masculin principal, nommé The Hunter. En octobre 2018, Diego Boneta rejoint lui aussi la distribution.

### Tournage
Le tournage commence en octobre 2018 au Cap en Afrique du Sud. Milla Jovovich annonce la fin du tournage le 19 décembre 2018.

## Accueil

### Sortie
Le film devait, à l'origine, sortir le 4 septembre 2020 aux États-Unis. Néanmoins, à la suite de la pandémie de Covid-19, Screen Gems décide de repousser sa sortie au 23 avril 2021 afin d'éviter la concurrence des nombreuses sorties repoussées à la rentrée à cause de la pandémie, notamment Sans un bruit 2. Le film sort malgré tout fin 2020 dans certains pays comme la Chine.
En octobre 2020, le film est avancé au 30 décembre 2020 aux États-Unis. En début décembre, il est finalement une nouvelle fois avancée au 18 décembre 2020[réf. nécessaire].
En France, il devrait aussi initialement sortir le 9 septembre 2020. Cependant, la même chose qu'aux États-Unis, il est repoussé au 7 octobre 2020, puis au 28 avril 2021 à la suite de la fermeture des salles de cinémas américains. Le 11 février 2021, Sony annule la sortie cinéma du film et sortira directement en achat digital le 13 avril 2021 et en DVD, Blu-ray, 4K Ultra HD et en VOD à la suite du prolongement de la fermeture des salles de cinémas françaises[réf. nécessaire].
En Allemagne et Autriche le film sort également tardivement dans les salles de cinéma, seulement à partir du 1er juillet 2021.

### Critique
Aux États-Unis, le film reçoit des critiques négatives. Sur Rotten Tomatoes, il obtient 46 % par les spectateurs. Sur Metascore, il obtient 45/100 par 18 critiques. Sur IGN, il obtient 30/100 par critiques[réf. nécessaire].

### Controverse
Le film suscite une controverse en Chine, alors que le film y avait déjà rapporté 6 millions de dollars. Après quelques jours d'exploitation le film est retiré de la plupart des salles chinoises en raison d'un dialogue jugé raciste : un personnage lance « What kind of knees are these? » (« C'est quel genre de genoux ? » en français) et un autre personnage répond « Chi-(k)nees! » (« Des chi-nois »). De nombreuses personnes y voient une allusion à une chanson enfantine se moquant des enfants asiatiques, Chinese, Japanese, dirty knees (en). Le distributeur Tencent Pictures annonce procéder à un nouveau montage sans ce dialogue.

## Distinction

### Nomination
Scream Awards (2021) : meilleur film de science-fiction
Visual Effects Society (2021) : simulations d'effets exceptionnels dans une fonction photoréaliste